# Daniele Rugani
Daniele Rugani (Lucca, provincia de Lucca, 29 de julio de 1994) es un futbolista italiano. Juega de defensa en la Juventus F. C. de la Serie A. También es internacional con la selección de Italia.
Se inició futbolísticamente en el Empoli en la Serie B en 2013, donde inmediatamente ayudó al club a lograr la promoción de la Serie A, siendo nombrado el futbolista de la Serie B del año 2014. Sus buenas actuaciones defensivas en la siguiente temporada, le valió su transferencia a la Juventus, donde inmediatamente ganó el título de la Serie A durante su primera temporada con el club. A nivel internacional, ha representado al equipo de Italia sub-21 en la Eurocopa Sub-21 de la UEFA 2015 y 2017, e hizo su debut en la selección adulta en el año 2016.

## Trayectoria

### Juveniles
Formó parte de las divisiones formativas del Empoli Football Club. Jugó por primera vez en el equipo Primavera del club el 10 de septiembre de 2011, fue contra Livorno Primavera, disputó los 90 minutos, anotó su primer gol en este partido y ganaron 4-2. Finalizó el Torneo Primavera 2011-12 con 20 presencias, todas como titular, además jugó el Torneo de Viareggio pero perdieron en octavos de final por penales contra Fiorentina Primavera. Su buen rendimiento llamó la atención de la Juventus de Turín y con 18 años fue cedido por un año a la vecchia signora.
Jugó con Juventus Primavera el torneo de la temporada 2012-13, debutó el 25 de agosto de 2012 contra Pro Vercelli Primavera y ganaron 3-0. Finalizaron el torneo en primer lugar, Daniele jugó 19 partidos, en todos disputó los 90 minutos y el único gol que marcó fue contra Empoli Primavera, su anterior equipo. Debido a sus buenos rendimientos con el equipo juvenil, comenzó el 2013 en el primer equipo de la Juventus, el técnico Antonio Conte lo incluyó por primera vez entre los convocados para jugar el 9 de enero por la Copa Italia, integró el banco de suplentes contra Milan por los cuartos de final, ganaron 2-1 pero no ingresó.
El 19 de enero fue llamado para estar a la orden por la Serie A en el partido contra Udinese, ganaron 4-0 pero no tuvo minutos. Para la semifinal de la Copa Italia estuvo en el banco de suplentes nuevamente, sin ingresar, empataron 1-1 contra Lazio. Por el torneo local, estuvo en el banco de suplentes en la fecha 31, jugaron contra Pescara, ganaron 2-1 y no tuvo minutos, esa fue la última vez que estuvo a la orden en el plantel absoluto. Juventus finalizó campeón de la Serie A en la temporada 2012-13. Con el equipo Primavera, a nivel internacional disputó el Torneo de Viareggio, jugó 3 partidos pero quedaron eliminados en octavos de final por Juve Stabia Primavera.

### Empoli Football Club
Cuando regresó del préstamo a Juventus, volvió a Empoli, esta vez al plantel absoluto para disputar la Serie B en la temporada 2013-14. Debutó como profesional el 11 de agosto de 2013 contra Südtirol, jugó todo el partido y ganaron 5-1 por la segunda ronda de la Copa Italia. En la Serie B, debutó en la primera fecha, el 28 de agosto, contra Latina, fue titular y ganaron 3-1. El 22 de marzo de 2014 jugaron contra Reggina y al minuto 35 convirtió su primer gol oficial, además dio un pase de gol, ganaron 4-0. Empoli logró el subcampeonato, y ascedieron a la máxima categoría italiana.
Daniele mantuvo un buen nivel en los encuentros, ya que disputó 2 partidos completos por la Copa Italia y 40 encuentros en la Serie B, de los cuales en 39 jugó los 90 minutos y en el restante fue sustituido al minuto 68, en total anotó 2 goles y dio 2 asistencias. Además fue premiado como el mejor jugador de la Serie B por la Associazione Italiana Calciatori. Luego de seis temporadas, Empoli volvió a la Serie A para la temporada 2014-15. Daniele disputó su primer encuentro el 24 de agosto de 2014 por la Copa Italia contra Aquila, jugó los 90 minutos y ganaron 3-0.
Debutó en la máxima categoría el 31 de agosto contra Udinese, fue titular pero perdieron 2-0. En la fecha 3, jugaron contra Cesena y al minuto 72 anotó su primer gol en la Serie A, que les valió el empate 2-2. Finalizó el año mostrando un gran nivel, tan así que fue convocado a la selección absoluta de Italia. En el mercado de pases de 2015, el 1 de febrero fue comprado por la Juventus de Turín por 3,5 millones de euros, pero fue cedido a préstamo a Empoli hasta el final de la temporada. Se quedó en su equipo y finalizó el campeonato, jugó 90 minutos en los 38 partidos que disputó, no recibió tarjetas amarillas, anotó 3 goles y lograron la permanencia en la máxima categoría.

### Juventus F. C.
Con 20 años, el 19 de julio de 2015 se unió a la pretemporada del equipo. El 21 de julio fue presentado oficialmente en Juventus, le otorgaron la camiseta con el dorsal número 24 y confesó que es hincha del club desde pequeño. El 25 de julio debutó en el club, fue en un partido amistoso contra Borussia Dortmund, ingresó en el segundo tiempo pero perdieron 2-0. En el segundo partido amistoso de pretemporada fue el único jugador del partido que disputó los 90 minutos y derrotaron 2-1 al Lechia Gdańsk. Su primer partido oficial fue el 30 de septiembre, ingresó al final del segundo tiempo para enfrentar a Sevilla, ganaron 2-0 en la fase de grupos de la Champions League.
Fue titular por primera vez el 16 de diciembre, en una victoria por 4-0 sobre los rivales de la ciudad de Turín en el Derbi de Turín en los octavos de final de la Copa de Italia. Su debut en la liga con el club se produjo cuatro días después, cuando sustituyó al veterano defensor Andrea Barzagli en el minuto 56 de una victoria por 3-2 contra Carpi. Su primera titularidad en la liga fue en la  2-1 sobre Sampdoria en la Serie A, el 10 de enero de 2016.
El 21 de septiembre de 2016, hizo su primera aparición de la temporada y marcó su primer gol para la Juventus, en una victoria por 4-0 en casa sobre Cagliari. El 25 de septiembre de 2016, se confirmó que quedaría fuera de juego durante seis semanas después de salir lesionado del campo un día antes a Palermo con un esguince en la rodilla derecha; las pruebas revelaron que sufría un ligamento lateral colateral tenso. Volvió a entrenar temprano el 20 de octubre. El 7 de diciembre, Rugani anotó su primer gol en la UEFA Champions League en su tercera aparición en la competencia, en una victoria por 2-0 en casa sobre Dinamo Zagreb. El 14 de diciembre, Rugani extendió su estadía en la Juventus, firmando un nuevo contrato que se extenderá hasta 2021.
Después de la venta de Leonardo Bonucci al Milán en el verano de 2017, la temporada 2017-18, jugó más tiempo como defensa central con la Juventus. En total, hizo 22 apariciones en la Serie A para la Juventus y 26 en todas las competiciones, anotando dos goles, ambos en la liga. La Juventus una vez más terminó la temporada al ganar un doblete nacional con los títulos de la Serie A y la Copa de Italia.
El 30 de marzo de 2019, extendió su contrato con la Juventus, manteniéndolo en el club hasta junio de 2023. El 11 de marzo de 2020 a través de un comunicado, la Juventus confirmó que el jugador dio positivo en la prueba de coronavirus, después de someterse a la prueba ese día.

## Selección nacional
Ha sido internacional con la selección de fútbol de Italia en 7 ocasiones. En noviembre de 2014 fue convocado por primera vez a la selección de Italia absoluta, para estar a la orden en las fechas FIFA del mes, primero se jugó un encuentro por la clasificación a la Eurocopa 2016, contra Croacia el 16 de noviembre y empataron 1-1. Luego se disputó un amistoso contra Albania, el encuentro fue el 18 de noviembre, ganaron 1-0. Daniele estuvo en el banco de suplentes sin ingresar en los dos partidos. En el año 2015, jugó con la sub-21, y volvió a ser convocado a la mayor para las fechas FIFA de marzo en 2016. El entrenador Antonio Conte lo citó y fue suplente en los partidos amistosos contra España y Alemania pero no tuvo minutos.
En el mes de mayo, fue llamado nuevamente, volvió a ser suplente en un amistoso, sin la posibilidad de ingresar. Quedó en una lista parcial de jugadores para jugar la Eurocopa 2016, pero fue desafectado en la lista definitiva. Italia llegó hasta cuartos de final, y fueron derrotados por Alemania. Asumió Gian Piero Ventura como nuevo seleccionador de Italia, convocó a Daniele para las fechas FIFA de septiembre. El 1 de septiembre de 2016, Rugani debutó con la selección absoluta, ingresó para jugar el segundo tiempo contra Francia un partido amistoso, pero perdieron 3-1. Utilizó la camiseta número 25, y jugó su primer encuentro con 22 años y 34 días. Luego, cuatro días después, fue suplente contra Israel en la primera fecha de las eliminatorias al mundial, no ingresó y ganaron 3-1.

### Participaciones en Eurocopas
| Eurocopa                | Sede            | Resultado    |
| ----------------------- | --------------- | ------------ |
| Eurocopa Sub-21 de 2015 | República Checa | Primera fase |
| Eurocopa Sub-21 de 2017 | Polonia         | Semifinal    |

## Estadísticas

### Clubes
Actualizado al 1 de julio de 2025.
| Club                             | Div.          | Temporada     | Liga  | Liga  | Copas nacionales | Copas nacionales | Copas internacionales | Copas internacionales | Total | Total |
| Club                             | Div.          | Temporada     | Part. | Goles | Part.            | Goles            | Part.                 | Goles                 | Part. | Goles |
| -------------------------------- | ------------- | ------------- | ----- | ----- | ---------------- | ---------------- | --------------------- | --------------------- | ----- | ----- |
| Empoli F. C. · Italia            | 2.ª           | 2013-14       | 40    | 2     | 2                | 0                | —                     | —                     | 42    | 2     |
| Empoli F. C. · Italia            | 1.ª           | 2014-15       | 38    | 3     | 1                | 0                | —                     | —                     | 39    | 3     |
| Empoli F. C. · Italia            | Total club    | Total club    | 78    | 5     | 3                | 0                | 0                     | 0                     | 81    | 5     |
| Juventus F. C. · Italia          | 1.ª           | 2015-16       | 17    | 0     | 3                | 0                | 1                     | 0                     | 21    | 0     |
| Juventus F. C. · Italia          | 1.ª           | 2016-17       | 15    | 2     | 3                | 0                | 2                     | 1                     | 20    | 3     |
| Juventus F. C. · Italia          | 1.ª           | 2017-18       | 22    | 2     | 2                | 0                | 2                     | 0                     | 26    | 2     |
| Juventus F. C. · Italia          | 1.ª           | 2018-19       | 15    | 2     | 1                | 0                | 4                     | 0                     | 20    | 2     |
| Juventus F. C. · Italia          | 1.ª           | 2019-20       | 10    | 0     | 2                | 0                | 2                     | 0                     | 14    | 0     |
| Stade Rennes F. C. Francia       | 1.ª           | 2020-21       | 1     | 0     | —                | —                | 1                     | 0                     | 2     | 0     |
| Stade Rennes F. C. Francia       | Total club    | Total club    | 1     | 0     | 0                | 0                | 1                     | 0                     | 2     | 0     |
| Cagliari Calcio · Italia         | 1.ª           | 2020-21       | 16    | 1     | —                | —                | —                     | —                     | 16    | 1     |
| Cagliari Calcio · Italia         | Total club    | Total club    | 16    | 1     | 0                | 0                | 0                     | 0                     | 16    | 1     |
| Juventus F. C. · Italia          | 1.ª           | 2021-22       | 12    | 0     | 2                | 1                | 4                     | 0                     | 18    | 1     |
| Juventus F. C. · Italia          | 1.ª           | 2022-23       | 9     | 0     | 1                | 0                | 1                     | 0                     | 11    | 0     |
| Juventus F. C. · Italia          | 1.ª           | 2023-24       | 17    | 2     | 1                | 1                | —                     | —                     | 18    | 3     |
| Ajax de Ámsterdam · Países Bajos | 1.ª           | 2024-25       | 15    | 0     | 2                | 1                | 9                     | 0                     | 26    | 1     |
| Ajax de Ámsterdam · Países Bajos | Total club    | Total club    | 15    | 0     | 2                | 1                | 9                     | 0                     | 26    | 1     |
| Juventus F. C. · Italia          | 1.ª           | 2024-25       | —     | —     | —                | —                | 1                     | 0                     | 1     | 0     |
| Juventus F. C. · Italia          | Total club    | Total club    | 117   | 8     | 15               | 2                | 17                    | 1                     | 149   | 11    |
| Total carrera                    | Total carrera | Total carrera | 227   | 14    | 20               | 3                | 27                    | 1                     | 274   | 18    |
| 1. 2.                            |               |               |       |       |                  |                  |                       |                       |       |       |

## Palmarés

### Campeonatos nacionales
| Título              | Club           | País   | Año     |
| ------------------- | -------------- | ------ | ------- |
| Supercopa de Italia | Juventus F. C. | Italia | 2015    |
| Serie A             | Juventus F. C. | Italia | 2015-16 |
| Copa Italia         | Juventus F. C. | Italia | 2015-16 |
| Serie A             | Juventus F. C. | Italia | 2016-17 |
| Copa Italia         | Juventus F. C. | Italia | 2016-17 |
| Copa Italia         | Juventus F. C. | Italia | 2017-18 |
| Serie A             | Juventus F. C. | Italia | 2017-18 |
| Supercopa de Italia | Juventus F. C. | Italia | 2018    |
| Serie A             | Juventus F. C. | Italia | 2018-19 |
| Serie A             | Juventus F. C. | Italia | 2019-20 |
| Copa Italia         | Juventus F. C. | Italia | 2023-24 |